# Satilatlas arenarius
Satilatlas arenarius är en spindelart som först beskrevs av James Henry Emerton 1911.  Satilatlas arenarius ingår i släktet Satilatlas och familjen täckvävarspindlar. Inga underarter finns listade i Catalogue of Life.